# Самбрано, Оскар
О́скар Сти́вен Самбра́но Пресья́до (исп. Óscar Steven Zambrano Preciado; род. 20 апреля 2004, Санто-Доминго) — эквадорский футболист, полузащитник клуба ЛДУ Кито.

## Клубная карьера
Самбрано — воспитанник клуба ЛДУ Кито. 10 апреля 2022 года в матче против «Кумбайи» он дебютировал в эквадорской Лиге Про. 22 октября в поединке против «Макара» Оскар забил свой первый гол за ЛДУ Кито. 

## Международная карьера
В 2023 году в составе молодёжной сборной Эквадора Самбрано принял участие в молодёжном чемпионате Южной Америки в Колумбии. На турнире он сыграл в матчах против сборных Чили, Боливии, Колумбии, Парагвая, а также дважды против Венесуэлы и Уругвая. 
В том же году Самбрано принял участие в молодёжном чемпионате мира в Аргентине. На турнире он сыграл в матчах против команд США, Словакии, Фиджи и Южной Кореи.